# Shinzato Shohei
Shohei Shinzato (sinh ngày 11 tháng 5 năm 1985) là một cầu thủ bóng đá người Nhật Bản.

## Sự nghiệp câu lạc bộ
Shohei Shinzato đã từng chơi cho Blaublitz Akita.